# Chrysaeglia ferrifasciata
Chrysaeglia ferrifasciata là một loài bướm đêm thuộc phân họ Arctiinae, họ Erebidae.